# Barbicornis paraopeba
Barbicornis paraopeba är en fjärilsart som beskrevs av Azzará 1978. Barbicornis paraopeba ingår i släktet Barbicornis och familjen Riodinidae. Inga underarter finns listade i Catalogue of Life.